# Набитович Ігор Йосипович
Ігор Набитович (Ihor Nabytovych, 5 березня 1964, Стебник, нині місто Дрогобицької міськради Львівської області) – український та польський літературознавець, перекладач, доктор філологічних наук, професор.

## Життєпис
Народився 5 березня 1964 року у Стебнику на Львівщині. Закінчив Фізико-математичний (1981 – 1986) та Філологічний факультети (1989 – 1994) Дрогобицького університету. Учителював у селах Жидачівського району Львівської області. Від 1995 року викладач Дрогобицького державного педагогічного університету ім. Івана Франка (від 2001 – доцент, від 2011 – професор). 
У 1994 – 1998 роках маґістрант та докторант Українського Вільного Університету в Мюнхені. Захистив докторат в УВУ (PhD, 1998) https://ufu-muenchen.de/wp-content/uploads/2024/03/absolventenph-fa.pdf.  
Кандидат філологічних наук (Прикарпатський університет ім. Василя Стефаника, 1999). Доктор філологічних наук (Львівський національний університет ім. Івана Франка, 2009). Професор (2011). Член Комісії польсько-українських культурних зв’язків Польської Академії Наук. Засновник і головний редактор журналу "Spheres of Culture" (2012 – 2019). Головний редактор журналу «Слово і час» (2020 – 2024). 

## Наукові інтереси
Історія української, білоруської та європейських літератур,  історична проза української еміграції ХХ століття, історія повсякденности і ментальностей, етнопсихологія та художня література, sacrum (сакральне) i Біблія та література, фрактальні структури у літературі, математичні моделі в мистецтві та художній літературі. 
Запропонував новий підхід до вивчення сакрального у красному письменстві. Сформулював гіпотезу про фрактальну природу категорії sacrum.

## Переклади
Сяргєй Кавальов. Інтимний щоденник: П’єси / Переклади з білоруської. Дрогобич: Посвіт, 2013. (Вибрані п'єси - у перекладах Ігоря Набитовича). 
Саломея Русєцька де Пільштин. Відлуння світу. Історія подорожей та пригод мого життя / Переклав із польської та білоруської Ігор Набитович. Львів: Піраміда, 2018.
Інтерв’ю
 Ігор Набитович. «Історична проза була для української еміґрації засобом збереження національної ідентичности» [Інтерв’ю Тараса Головка]. “Дукля” 2025, № 2. с. 56-62. https://diasporiana.org.ua/wp-content/uploads/books/30304/file.pdf
Бунчук Борис. У пошуках сакральних вимірів художньої прози. "Слово і Час". 2009. № 4. с.114-117.
Ушкалов Леонід. Література як "ліствиця Якова". Леонід Ушкалов. Від бароко до постмодерну: есеї. Київ: Грані-Т, 2011. с. 511-527.
Радишевський Ростислав. Проблема неволі в працях Ігоря Набитовича. Ростислав Радишевський. Рецепція творчості Лесі Українки в Польщі. Київ: Талком, 2021. с. 441-450.
Радишевський Ростислав. Універсум української літератури у студіях Ігоря Набитовича. Ростислав Радишевський. Польська літературознавча україністика. Київ: Талком, 2023. с. 649-661.
Boruszkowska Iwona. Życie i twórczość w cieniu trzech epok: ukraińska biografia intelektualna. „Pamiętnik Literacki” 2020, (Vol. 111), nr 4  s. 261-266.

## Наукові дослідження
Автор книжок: Леонід Мосендз – лицар Святого Ґрааля (Дрогобич: Відродження, 2001), Універсум sacrum'y в художній прозі (від Модернізму до Постмодернізму) (Дрогобич-Люблін, 2008), Дерево життя літературного роду: Іван Федорович, Володислав Федорович, Дарія Віконська (Київ: Дух і Літера, 2018. (Серія «Постаті культури»)), Gloria et sacrum. Історична проза української еміґрації (Lublin: Wydawnictwo UMCS, 2022), Саґа мистецької родини: Алєксандер Фредро, Софія Шептицька, митрополит Андрей Шептицький (Київ: Дух і Літера, 2023. (Серія «Постаті культури»)) та близько 200 наукових публікацій з теорії літератури, компаративістики, історії европейських літератур українською, англійською, білоруською, польською, хорватською, французькою, туркменською мовами.
Редактор видань: Sacrum i Біблія в українській літературі (Lublin: Ingvarr, 2008), Феномен пагранічча. Польская, украінская і беларуская літаратура: уплывы і ўзаемаўзбагачэнне (Мінск, 2008: редгування у співавторстві з Сяргеєм Кавальовим).

## Премія Митрополита Андрея Шептицького
2023 року став (у номінації "Мистецтвознавство") одним із двох перших лавреатів (разом із Ігорем Калинцем) Премії Митрополита Андрея Шептицького. Премію вручено в Соборі святого Юра у Львові 1 листопада 2023 року, у день смерті Андрея Шептицького. 
Нагорода: Medal Komisji Edukacji Narodowej RP (2023). 